# Questo amore ai confini del mondo
Questo amore ai confini del mondo è un film italo-argentino del 1960 diretto da Giuseppe Maria Scotese.

## Trama
L'allevatore e proprietario terriero Don Claudio commette il gravissimo errore di sposare Françoise, la donna sbagliata.